# Gerwin van der Werf
Gerwin Friso van der Werf (De Meern, 13 juni 1969) is een Nederlands schrijver, columnist, muziekdocent en recensent voor het dagblad Trouw. In 2025 werd zijn novelle De krater uit 148 inzendingen gekozen om als Boekenweekgeschenk 2025 gepubliceerd te worden.

## Prijzen en Nominaties
- 2010 - Winnaar Turing Nationale Gedichtenwedstrijd voor het gedicht Misbruik.[2]
- 2011 - Longlist Libris Literatuurprijs met Wild.
- 2018 - Longlist Libris Literatuurprijs met Een Onbarmhartig pad.
- 2020 - Shortlist Beste Boek voor Jongeren 2021 met Strovuur.
- 2023 - Shortlist Beste Boek voor Jongeren 2023 met De droomfabriek.

## Bestseller 60
| Boeken met noteringen in de Nederlandse Bestseller 60 | Jaar van verschijnen | Datum van binnenkomst | Hoogste positie | Aantal weken | Opmerkingen |
| ----------------------------------------------------- | -------------------- | --------------------- | --------------- | ------------ | ----------- |
| Wilgeneiland                                          | 2025                 | 19-03-2025            | 38              | 2            |             |

- Gemeinsame Normdatei: 141415304
- International Standard Name Identifier: 0000 0000 8072 8798
- Library of Congress Control Number: n2012013233
- Nederlandse Thesaurus van Auteursnamen: 304382582
- Virtual International Authority File: 122326913
- WorldCat: E39PBJyRFD3VMMkRRHCHx6PRKd